# Plosowahyu
Plosowahyu is een bestuurslaag in het regentschap Lamongan van de provincie Oost-Java, Indonesië. Plosowahyu telt 2408 inwoners (volkstelling 2010).